# Sistemul Informațional al ONU pentru Menținerea Păcii
Sistemul Informațional al Organizației Națiunilor Unite pentru Menținerea Păcii (în engleză UN Peacemaker ) este un proiect și un bun instrument de cunoaștere și informare a Organizației Națiunilor Unite creat să ajute și să susțină echipa internațională de profesioniști ce lucrează pentru menținerea păcii.
Această unitate oferă mediatorilor internaționali resurse precum: informații referitoare la tratatele de pace și mandatele de conciliere. Baza de date conține mai mult de 350 tratate de pace semnate începând cu anul 1945, și peste 500 documente, articole, extrase din cărți care evidențiază analize remarcabile, medieri ONU sau alte subiecte asemănătoare. Mai mult decât atât, Unitatea de Menținere a Păcii a Organizației Națiunilor Unite include o vastă Librărie de Drept care conține cadrul legal ce stă la baza tuturor eforturilor ONU de menținere a păcii. Pe lânga acest lucru, site-ul de internet oferă acces ușor cunoștințelor legate de menținerea păcii prin oferta următoarelor instrumente de cercetare: trusă de ustensile necesară celor ce lucrează pentru men
ținerea păcii, lecții pline de tâlc, studii de caz, note operaționale de ghidare, eseuri și comentarii despre tratatele de pace și despre managementul proceselor de pace.
Datorită experienței imense a ONU în menținerea păcii au derivat o serie de lecții și învățăminte despre operațiunile de pace. Datorită interviurilor oferite de către angajații ONU și mediatorii păcii ONU s-au câștigat îndrumări, sfaturi călăuzitoare și multe comentarii.
Acest serviciu a fost lansat în mod oficial pe 3 octombrie 2006 și face parte din efortul imens depus de Departamentul de Afaceri Politice din cadrul ONU (DPA, ONU). Acest departament există și lucrează tocmai pentru a oferi sfaturi și suport Secretarului General al ONU și celorlalți reprezentanți care încearcă și luptă pentru menținerea păcii și gestionarea eficientă a conflictelor și crizelor interne sau internaționale de pe mapamond.
- Site-ul Unitatii de Mentinere a Pacii a Organizatie Natiunilor Unite
- ONU prezinta o noua pagina de internet destinata fortelor de mentinere a pacii